# Maitres du Temps
Maîtres du Temps es una empresa relojera suiza. Fundada en 2005 por Steven Holtzman, la marca tiene su sede en La Chaux-de-Fonds (Suiza). La marca se lanzó en Ginebra en 2008 con el Chapter One, un reloj desarrollado por Christophe Claret, Roger Dubuis y Peter Speake-Marin.

## Historia corporativa
Steven Holtzman comenzó su carrera en el mundo de la relojería en Estados Unidos en 1982, cuando se unió al equipo de ventas de la empresa de su padre, Gruen Marketing Corporation. Posteriormente, se dedicó a la distribución y comercialización de marcas suizas de alta gama, como Roger Dubuis SA (disuelta en 2008) y Jean Dunand. Holtzman decidió entonces lanzar su propia marca y, tras varios años de desarrollo, fundó Maîtres du Temps en 2005.
El concepto de la marca se basa en la colaboración de equipos de maestros relojeros para desarrollar un reloj. La compañía lanzó en Ginebra su primer modelo en 2008, el Chapter One, obra de los maestros relojeros Christophe Claret, Roger Dubuis y Peter Speake-Marin. El Chapter Two, desarrollado por Daniel Roth, Peter Speake-Marin y Roger Dubuis, se presentó en 2009.

## Resumen de la producción

### Chapter One
El modelo Chapter One fue desarrollado por los relojeros Christophe Claret, Roger Dubuis y Peter Speake-Marin, e incluye: tourbillon, cronógrafo monopulsador, fecha retrógrada, GMT retrógrado y dos barras giratorias a las 6 y las 12 h, que indican el día de la semana y la fase lunar, respectivamente.
Indicaciones: horas, minutos y contador central coaxial de 60 segundos del cronógrafo, una ventana transparente para ver el tourbillon en funcionamiento y un rodillo de día de la semana a las 6 h; GMT retrógrado a las 9 h. Contador de cronógrafo de 60 minutos y rodillo de fase lunar de precisión a las 12 h; y fecha retrógrada a las 3 h.

### Chapter Two

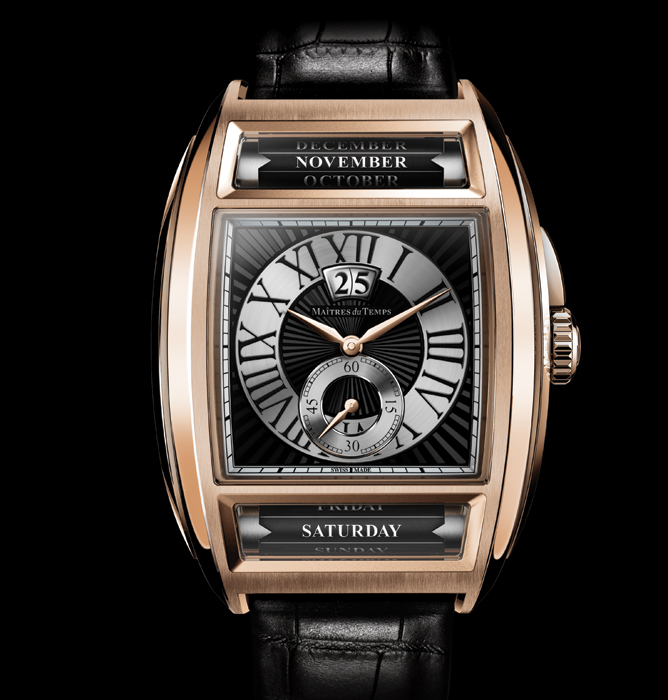
Chapter Two

El modelo Chapter Two, desarrollado por los relojeros Daniel Roth, Peter Speake-Marin y Roger Dubuis, es un reloj de pulsera con triple calendario, una gran fecha y rodillos que indican días y meses.
Indicaciones: horas y minutos centrales, gran fecha a las 12 h, mes en el rodillo a las 12 h, subesfera de segundos a las 6 h y día en el rodillo a las 6 h.
Cuenta con un mecanismo de cuerda automática y palancas para ajustar los rodillos de día y mes.

### Presentación del Chapter Three
El modelo Chapter Three se presentó en el BaselWorld 2012. Desarrollado por los relojeros Kari Voutilainen y Andreas Strehler, es un reloj de pulsera redondo y elegante con ventanas ocultas a las 12 y a las 6 h.
Indicaciones: horas y minutos centrales, subesfera de segundos a las 8, subesfera de fecha a las 2, fase lunar a las 4.
Al pulsar la corona, se abren dos ventanillas (a las 12 y a las 6) que muestran los rodillos característicos de la marca. A las 6, muestra un segundo huso horario y, a las 12, la indicación de día y noche correspondiente al huso horario.

## Relojeros

### Peter Speake-Marin
Peter Speake-Marin (inglés) estudió relojería en el Hackney Technical College de Londres y continuó su formación en relojería en la escuela suiza de relojería WOSTEP.
Durante siete años dirigió la sección de relojes antiguos de Somlo Antiques en Londres. Regresó a Suiza en 1996 tras ser contratado por Renaud & Papi (ahora Audemars Piguet Renaud & Papi SA) para desarrollar y fabricar relojes con altas complicaciones.
En 2000 fundó su propio taller, donde diseña y crea sus propios relojes Speake-Marin. En 2006, trabajó en el Excenter Tourbillon con Harry Winston. En 2007, colaboró con Christophe Claret y Roger Dubuis en el desarrollo del modelo Chapter One para Maîtres du Temps.

### Christophe Claret
Christophe Claret (francés) estudió en la escuela de relojería de Ginebra y, tras graduarse en 1987, trabajó junto a Roger Dubuis en el taller de este último, y posteriormente con Dominique Renaud y Giulio Papi (actualmente Audemars Piguet Renaud & Papi SA). En 1987, fundó su propia empresa, Christophe Claret SA, en Le Locle, Suiza.
Se especializó en el diseño, la fabricación y el ensamblaje de relojes de alta complejidad para marcas suizas en sus talleres de vanguardia y completamente equipados. Es especialmente conocido por sus relojes de sonería.
En 2005 cofundó la marca de relojes de alta gama Jean Dunand junto con Thierry Oulevay. Colaboró con Roger Dubuis y Peter Speake-Marin en Maîtres du Temps para desarrollar el modelo Chapter One, que se presentó en Ginebra en 2008.

### Roger Dubuis
Roger Dubuis (suizo) trabajó con un relojero local en su adolescencia antes de estudiar en la Escuela de Relojería de Ginebra.
Tras 14 años desarrollando y restaurando grandes complicaciones en Patek Phillipe, Dubuis fundó su propio taller de restauración y reparación en 1980. Codesarrolló, junto con Jean Marc Wiederrecht, el primer movimiento birretrógrado de calendario perpetuo del mundo para Harry Winston.
En 1995 cofundó la marca de relojes Roger Dubuis SA junto con Carlos Dias. Los dos fundadores ya no tienen ninguna relación con la marca, que ahora es propiedad mayoritaria del Grupo Richemont. En Maîtres du Temps, Dubuis colaboró con Christophe Claret y Peter Speake-Marin para desarrollar el modelo Chapter One, que se presentó en Ginebra en 2008.

### Daniel Roth
Daniel Roth (francés) creció en Niza, en el sur de Francia, donde estudió relojería. Tras mudarse a Suiza para ampliar su formación relojera y aprender técnicas tradicionales de relojería en Audemars Piguet, se convirtió en maestro relojero de Breguet. Corría el año 1970, y los hermanos Chaumet habían comprado la firma Breguet, por aquel entonces prácticamente inactiva, con la intención de revitalizar la marca.
Tras 14 años en Breguet, un período en el que se le atribuye la introducción de lo que ahora se considera el "estilo Breguet", Roth abandonó la marca tras su venta. En 1989 lanzó su propia marca, Daniel Roth (vendida al grupo Bulgari en 2000). Con posterioridad se dedicó a la fabricación artesanal de tourbillones tradicionales bajo su nueva marca, Jean Daniel Nicolas.

### Kari Voutilainen
Kari Voutilainen, (finlandés) nacido en 1962, es un relojero residente en Môtiers, Suiza. En 2002, fundó un negocio independiente de relojería, fabricando a mano una edición limitada de cronómetros. En 2005, presentó el primer repetidor decimal del mundo que marcaba horas, intervalos de diez minutos y minutos. Es miembro de la Académie Horlogère des Créateurs Indépendants (AHCI).

### Andreas Strehler
Andreas Strehler, (suizo) nacido en 1971 en Winterthur, es un relojero y diseñador de movimientos de relojería. Trabajó durante cuatro años en Renaud & Papi (posteriormente Audemars Piguet Renaud & Papi SA), donde fue responsable del departamento de prototipos. Desde 1995, es relojero independiente y tiene sus propios relojes. Además de sus propios relojes, creó varios movimientos para marcas como Harry Winston, H. Moser & Cie, Maurice Lacroix, Chronoswiss, Vogard y Lehmann Schramberg. Es miembro de la Académie Horlogère des Créateurs Indépendants (AHCI) y es conocido por sus engranajes cónicos.